# Епічна поезія
Е́пічна поезія (дав.-гр. ἔπος — «слово», «оповідання») — віршовані твори, що оповідають про події, які нібито відбувалися у минулому (немов здійснювалися насправді і згадуються оповідачем).
Джерело її сюжету — народний віршований переказ з ідеалізованими образами й узагальненнями (Приклади: «Іліада» Гомера, «Енеїда» Вергілія).